# Tianhe (Tiangong)
Tianhe (天和; Tianhe) är den kinesiska rymdstationen Tiangongs huvudmodul. Modulen var den första delen av rymdstationen att skjutas upp.
I Tianhe finns bland annat sovkabiner, här finns även utrustning för navigation och styrning av rymdstationen.

## Anslutningar, portar och luckor
Tianhe har fem portar: för, akter, babord, styrbord, zenit (upp) och nadir (under). Och en lucka för rymdpromenader.
- För: Shenzhou, Tianzhou
- Akter: Shenzhou, Tianzhou
- Babord: Mengtian
- Styrbord: Wentian
- Zenit: Lucka för rymdpromenader
- Nadir: Shenzhou

## Dimensioner och vikt
Tianhe är 16,6 meter lång, har en diameter på 4,2 meter och väger ungefär 22 ton.

## Uppskjutning

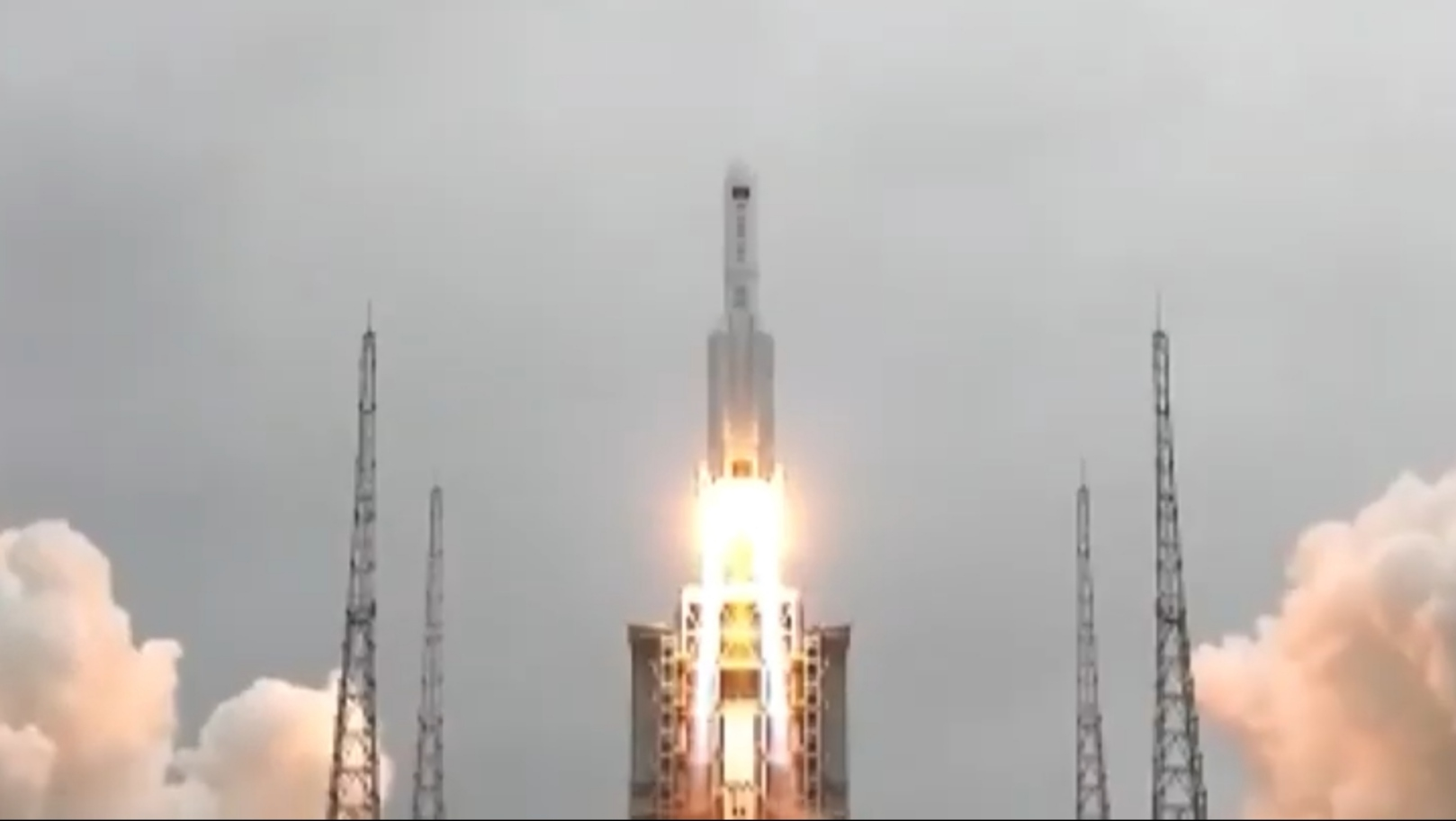
Uppskjutningen

Tianhe sköts upp den 29 april 2021, med en Chang Zheng 5B.

## Dockningar
|  | Farkost / Modul | Port     | Dockning (UTC)           | Urdockning (UTC)         |
|  | --------------- | -------- | ------------------------ | ------------------------ |
|  | Tianzhou 2      | Akter    | 29 maj 2021, 21:01       | 18 september 2021, 02:25 |
|  | Shenzhou 12     | Förr     | 17 juni 2021, 07:54      | 16 september 2021        |
|  | Tianzhou 2      | Förr     | 18 september 2021        | 5 januari 2022, 22:12    |
|  | Tianzhou 3      | Akter    | 20 september 2021, 14:08 | 19 april 2022, 21:02     |
|  | Shenzhou 13     | Nadir    | 15 oktober 2021, 22:56   | 15 april 2022, 16:44     |
|  | Tianzhou 2      | Förr     | 5 januari 2022, 22:59    | 7 januari 2022, ~22:00   |
|  | Tianzhou 2      | Förr     | 7 januari 2022, 23:55    | 27 mars 2022, 07:59      |
|  | Tianzhou 3      | Förr     | 20 april 2022, 01:06     | 17 juli 2022, 02:59      |
|  | Tianzhou 4      | Akter    | 10 maj 2022, 00:54       | 9 november 2022, 06:55   |
|  | Shenzhou 14     | Nadir    | 5 juni 2022, 09:42       | 4 december 2022, 03:01   |
|  | Wentian         | Förr     | 24 juli 2022, 19:13      | 30 september 2022, 03:44 |
|  | Wentian         | Styrbord | 30 september 2022, 04:44 |                          |
|  | Mengtian        | Förr     | 31 oktober 2022, 20:27   | 3 november 2022, 00:48   |
|  | Mengtian        | Babord   | 3 november 2022, 01:32   |                          |
|  | Tianzhou 5      | Akter    | 12 november 2022, 04:10  | 5 maj 2023, 07:26        |
|  | Shenzhou 15     | Fram     | 29 november 2022, 21:42  | 3 juni 2023, 13:29       |
|  | Tianzhou 5      | Fram     | 5 juni 2023, 19:10       | 11 september 2023, 08:46 |
|  | Tianzhou 6      | Akter    | 10 maj 2023, 21:16       | 12 januari 2024, 08:02   |
|  | Shenzhou 16     | Nadir    | 30 maj 2023, 08:29       | 30 oktober 2023, 12:37   |
|  | Shenzhou 17     | Fram     | 26 oktober 2023, 09:46   | 30 april 2024, 00:43     |
|  | Tianzhou 7      | Akter    | 17 januari 2024, 17:46   | 10 november 2024, 08:30  |
|  | Shenzhou 18     | Nadir    | 25 april 2024, 19:32     | 3 november 2024, 08:12   |
|  | Shenzhou 19     | Fram     | 30 oktober 2024, 03:00   | 29 april 2025, 20:00     |
|  | Tianzhou 8      | Akter    | 15 november 2024, 18:32  | 8 juli 2025, 07:09       |
|  | Shenzhou 20     | Nadir    | 24 april 2025, 15:49     |                          |
|  | Tianzhou 9      | Akter    | 15 juli 2025, 00:52      |                          |